# Iwan Nikolajewitsch Perestiani

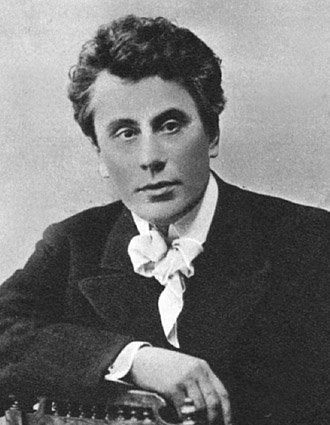
Iwan Perestiani etwa 1890

Iwan Nikolajewitsch Perestiani (russisch Ива́н Никола́евич Перестиа́ни; * 1. Apriljul. / 13. April 1870greg. in Taganrog, Oblast des Don-Heeres, Russisches Kaiserreich; † 14. Mai 1959 in Moskau) war ein russischer und sowjetischer Schauspieler, Filmregisseur und Drehbuchautor.

## Biografie
Perestiani war der Sohn von Nikolai Perestiani, einem Kollegienassessor, der im Zollamt und der Zweigstelle der Staatsbank in Taganrog arbeitete.
Ab 1886 trat Perestiani im Theater von Taganrog unter dem Pseudonym Iwan Newedomow auf. Später arbeitete er als Schauspieler und Regisseur in verschiedenen  umherziehenden Provinztheatern. 1916, als er schon über eine 30-jährige Erfahrung in der Theaterarbeit hatte, wurde er ans Moskauer Theater Aquarium als Regisseur eingeladen. Im gleichen Jahr gab er sein Debüt beim Film unter Regisseur Jewgeni Bauer.

«16 февраля 1916 года – памятный день в моей жизни. Это день моего первого появления перед кинокамерой в качестве актёра. Я смутно помню волнение и страх, охватившие меня в утро этого памятного дня, и многие из тяжёлых размышлений, терзавших меня всю первую половину дня вплоть до начала съёмки, бывшей, как я понял впоследствии, ещё одной пробой моих актёрских качеств …»

„Der 16. Februar 1916 war ein bedeutsamer Tag in meinem Leben. Es war der Tag meines ersten Erscheinens vor der Filmkamera als Schauspieler. Ich erinnere mich undeutlich an Aufregung und Angst, die mich am Morgen dieses Tages erfassten, und an viele schwere Gedanken, die mich die erste Hälfte dieses Tages quälten, bis zum Beginn der Dreharbeiten, die, wie ich später erfasste, nur eine Probe meiner schauspielerischen Fähigkeiten waren …“

Bald setzte er seine Tätigkeit beim Film fort, erprobte sich als Drehbuchautor und Regisseur. Im Sommer 1917 inszeniert er mehrere Filme für das Filmstudio Biofilm auf der Krim und in Sotschi deren Innenaufnahmen bereits in Moskau gedreht worden waren. Später drehte er für verschiedenen Studios noch etwa ein Dutzend Filme. Er erhielt eine Einladung des schwedischen Filmstudios Efa, bleibt jedoch in Russland, begeistert von den revolutionären Ereignissen, und begann Agitationsfilme zu drehen.
1920 zog Perestiani nach Georgien um, wo er den ersten georgischen Film Arsen Dschordschiawschwili (Die Ermordung des Generals Grjasow) drehte, in dem er gleichzeitig eine Nebenrolle spielte. Er unterrichtete dort auch junge Filmemacher. 1923 beginnt er die Arbeit am Film Die roten Teufelchen, einem der bekanntesten und oft zitierten sowjetischen Abenteuer-Stummfilme, auch als „erster sowjetischer Western“ bezeichnet. 1926 dreht Perestiani mehrere Fortsetzungen dieses Films: Das Verbrechen der Prinzessin Schirwanskaja, Die Bestrafung der Prinzessin Schirwanskaja, Illan Dilli und Sawur-Mogila.

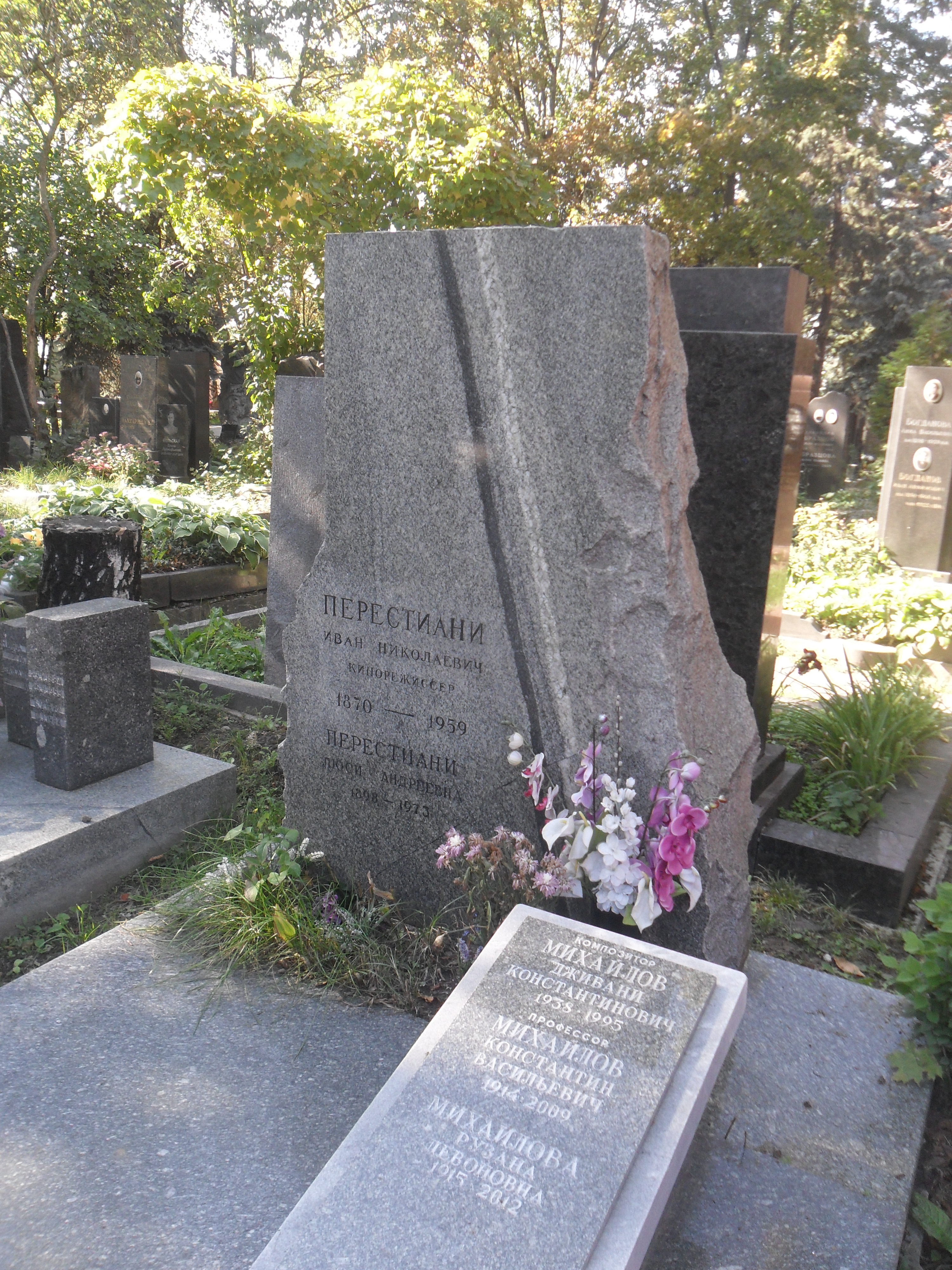
Grab Iwan Perestianis auf dem Nowodewitschi-Friedhof

1928 wurde Perestiani eingeladen, als Regisseur am Odessaer Filmstudio zu arbeiten, 1929 wechselt er an das armenische Filmstudio Armen-Kino. Ab 1932 war er Dozent am Theaterinstitut Tbilissi und an der Schauspielschule beim Filmstudio Tbilissi sowie Berater der Szenerie-Abteilung. Nebenher spielte er weiterhin mit in Filmen des Armen-Kino und des Kinostudios in Tbilissi.
Iwan Perestiani starb am 14. Mai 1959 in Moskau. Er wurde auf dem Nowodewitschi-Friedhof begraben.

## Filmografie

### Als Schauspieler (Auswahl)
- 1916 – Grif starogo borza (Гриф старого борца) – Carlo de Milano, ehemaliger Kämpfer
- 1916 – Schisn sa schisn (Жизнь за жизнь, „Ein Leben für ein Leben“) – Schurow, Kaufmann
- 1916 – Schisn, pobeschdjonnaja smertju (Жизнь, побеждённая смертью, „Das Leben vom Tod besiegt“) – Aleksei
- 1916 – Kondunja (Колдунья, „Die Hexe“) – Kasimir Tysnjanski, Förster des Grafen
- 1916 – O, jesli b mog wyrasit w swukach … (О, если б мог выразить в звуках …, „Oh, wenn ich es in Worten ausdrücken könnte …“) – Baron, Ehemann von Anna
- 1916 – O, Schenschtschiny … (О, женщины …, „Oh, Frauen …“) – Ehemann von Wirschina
- 1916 – Skaska sinego morja (Сказка синего моря, „Märchen vom blauen Meer“) – Pawel
- 1916 – Smertsch ljubowny (Смерч любовный, „Wirbelsturm der Liebe“) – Former Filipp
- 1916 – Umirajuschtschi lebed (Умирающий лебедь, „Der sterbende Schwan“) – Glinskis Freund
- 1916 – Tschelowetscheskije besdny (Человеческие бездны, „Menschliche Abgründe“) – Ingenieur Nemow
- 1916 – Schachmaty schisni (Шахматы жизни, „Schachspiel des Lebens“) – Baron Kering
- 1916 – Jamschtschik, ne goni loschadei (Ямщик, не гони лошадей, „Kutscher, treibe die Pferde nicht an“) –  Pjotr Nikolajewitsch Sabrodin, Gutsbesitzer
- 1917 – Sakoldowanny krug (Заколдованный круг, „Der verzauberte Ring“) – Sapolski
- 1917 – Kogda zwetjot siren (Когда цветёт сирень, „Wenn der Flieder blüht“) – Kaspar
- 1917 – Pojedinok Ljubwi (Поединок любви, „Duell der Liebe“)
- 1917 – Portret mministra (Портрет министра, „Porträt des Ministers“)
- 1917 – Raspjataja na krestje ljubwi (Распятая на кресте любви, „Gekreuzigt am Kreuz der Liebe“) – Oplatow, vereidigter Rechtsanwalt
- 1917 – Rewoljuzioner – der alte Revolutionär
- 1918 – 37-й № katorschnoi tjurmy (37-й № каторжной тюрьмы, „Nummer 37 im Zuchthaus“) – Nikolai Skarbedschi, Nummer 37 im Zuchthaus
- 1918 – Delo pomeschtschika Brodowa (Дело помещика Бродова)
- 1918 – Ewa(Ева) – Platon, Leonids Bruder, Schriftsteller
- 1918 – Schertwa wetschernaja (Жертва вечерняя, „Abendliches Opfer“) – Schalachow
- 1918 – Kljatwoi cpajannyje (Клятвой спаянные, „Durch Schwur verbunden“) – Muso Kalbresi, Vater von Neri
- 1918 – Ljubow … nenawist … smert … (Любовь … ненависть … смерть …, „Liebe … Hass … Tod …“) – Ned Smit, Fabrikbesitzer
- 1918 – Notschewaja tutschka solotaja (Ночевала тучка золотая) – Passekin, Gutsbesitzer
- 1918 – Posor doma Orlowych (Позор дома Орловых, „Die Schande des Hauses Orlow“)
- 1918 – Skaska wessennego wetra (Сказка весеннего ветра, „Das Märchen vom Frühlingswind“) – Pjotr Nikolajewitsch Schelestow, Schriftsteller
- 1918 – Tschestnoje slowo (Честное слово, „Das Ehrenwort“)
- 1919 – Otjez i syn (Отец и сын, „Vater und Sohn“; Kurzfilm) – Bauer
- 1919 – Sestra dekabrista (Сестра декабриста, „Die Schwester des Dekabristen“) – Fürst Andrei, Dekabrist
- 1920 – Chweska (Хвеська) – Doktor
- 1921 – Arssen Dschordschiaschwili (Арсен Джорджиашвили) – Woronzow-Daschkow
- 1923 – Tschelowek tscheloweku wolk (Человек человеку волк, „Der Mensch ist des Menschen Wolf“) – Karter, Detektiv
- 1924 – Tri Schisni (Три жизни, „Drei Leben“)
- 1928 – Lawina (Лавина, „Die Lawine“) – Iwan Tschistjakow, Professor der Geologie
- 1930 – Pod tschornym krylom (Под чёрным крылом, „Unter dem schwarzen Flügel“) – General
- 1937 – Arsen (Арсен) – Baron Rosen
- 1938 – Welikoje sarewo (Великое зарево, „Der große Funke“) – General
- 1941 – Sabuchi (Сабухи) – Woronzow
- 1942 – Georgi Saakadse (Георгий Саакадзе) – russischer Botschafter
- 1943 – Dawid-Bek (Давид-Бек) – Gesandter des Pastes
- 1946 – Dawid Guramischwili (Давид Гурамишвили) – Wolynski
- 1947 – Kolybeli poeta (Колыбель поэта, „Die Wiege des Poeten“) – Direktor des Gymnasiums

### Als Regisseur
- 1917 – Kosy … kosotschki … kosly (Козы … козочки … козлы …, „Ziegen … Zicklein … Ziegenböcke“)
- 1917 – Opjat na rodine (Опять на родине, „Wieder in der Heimat“)
- 1917 – Portret ministra (Портрет министра, „Porträt eines Ministers“)
- 1917 – Prikljutschenija Stezjury (Приключения Стецюры, „Die Abenteuer der Stezjura“)
- 1918 – 37-й № katorschnoi tjurmy (37-й № каторжной тюрьмы, „Nummer 37 im Zuchthaus“) – Nikolai Skarbedschi, Nummer 37 im Zuchthaus
- 1918 – Schertwa wetschernjaja (Жертва вечерняя, „Abendliches Opfer“)
- 1918 – Kljatwoi cpajannyje (Клятвой спаянные, „Durch Schwur verbunden“)
- 1918 – Ljubow … nenawist … smert … (Любовь … ненависть … смерть …, „Liebe … Hass … Tod …“)
- 1918 – Notschewaja tutschka solotaja (Ночевала тучка золотая)
- 1918 – Pljaska skorby i suety (Пляска скорби и суеты, „Tanz der Trauer und der Unruhe“)
- 1918 – Tschestnoje slowo (Честное слово, „Das Ehrenwort“)
- 1919 – Dwa gussara (Два гусара, „Zwei Husaren“)
- 1919 – Otjez i syn (Отец и сын, „Vater und Sohn“; Kurzfilm)
- 1919 – Sestra dekabrista (Сестра декабриста, „Die Schwester des Dekabristen“)
- 1920 – W dni borby (В дни борьбы, „In den Tagen des Kampfes“; Kurzfilm)
- 1920 – Sa Schto? (За что?, „Wofür?“)
- 1921 – Arssen Dschordschiaschwili (Арсен Джорджиашвили)
- 1922 – Suramskaja krepost (Сурамская крепость, „Die Festung von Surami“)
- 1923 – Krasnyje Djawoljata (Красные дьяволята, „Die roten Teufelchen“)
- 1923 – Tschelowek tscheloweku wolk (Человек человеку волк, „Der Mensch ist des Menschen Wolf“)
- 1924 – Tri Schisni (Три жизни, „Drei Leben“)
- 1925 – Delo Tariela Mklawadse (Дело Тариэла Мклавадзе, „Die Sache Tariel Mklawadse“)
- 1926 – Illan Dilli (Иллан Дилли)
- 1926 – Nakasanie knjaschi Schirwanskoi (Наказание княжны Ширванской, „Die Bestrafung der Fürstin Schirwanskaja“)
- 1926 – Prestuplenie knjaschi Schirwanskoi (Преступление княжны Ширванской, „Das Verbrechen der Fürstin Schirwanskaja“)
- 1926 – Sawur-Mohyla (Савур-могила)
- 1927 – W trassine (В трясине, „Im Sumpf“)
- 1927 – Dwunogie (Двуногие, „Zweibeiner“)
- 1928 – Lawina (Лавина, „Die Lawine“)
- 1928 – Spletnja (Сплетня, „Klatsch“)
- 1929 – Samallu (Замаллу)
- 1929 – Skandal? (Скандал?)
- 1929 – Solnze na poworote (Солнце на повороте, „Sonnenwende“)
- 1930 – Anusch (Ануш)
- 1932 – Lodyr (Лодырь, „Der Drückeberger“)
- 1933 – Swet i teni (Свет и тени, „Licht und Schatten“)
- 1937  – Dwa druga (Два друга, „Zwei Freunde“; Kurzfilm)

### Als Autor
- 1916 – Grif starogo borza (Гриф старого борца)
- 1917 – Kogda zwetjot siren (Когда цветёт сирень, „Wenn der Flieder blüht“)
- 1917 – Kosy … kosotschki … kosly … (Козы… козочки… козлы…, „Ziegen … Zicklein … Ziegenböcke …“)
- 1917 – Portret ministra (Портрет министра, „Porträt eines Ministers“)
- 1917 – Prikljutschenija Stezjury (Приключения Стецюры, „Die Abenteuer der Stezjura“)
- 1917 – Rewoljuzioner
- 1918 – 37-й № katorschnoi tjurmy (37-й № каторжной тюрьмы, „Nummer 37 im Zuchthaus“)
- 1918 – Ewa (Ева)
- 1918 – Kljatwoi cpajannyje (Клятвой спаянные, „durch Schwur verbunden“)
- 1918 – Notschewaja tutschka solotaja (Ночевала тучка золотая, „Nächtliche goldene Wolke“)
- 1918 – Tschestnoje slowo (Честное слово, „Das Ehrenwort“)
- 1919 – Beglez (Беглец, „Der Ausbrecher“; Kurzfilm)
- 1919 – Sestra dekabrista (Сестра декабриста, „Die Schwester des Dekabristen“)
- 1920 – W dni borby (В дни борьбы, „In den Tagen des Kampfes“; Kurzfilm)
- 1920 – Sa Schto? (За что?, „Wofür?“)
- 1921 – Arssen Dschordschiaschwili (Арсен Джорджиашвили)
- 1922 – Suramskaja krepost (Сурамская крепость, „Die Festung von Surami“)
- 1923 – Krasnyje Djawoljata (Красные дьяволята, „Die roten Teufelchen“)
- 1926 – Nakasanie knjaschi Schirwanskoi (Наказание княжны Ширванской, „Die Bestrafung der Fürstin Schirwanskaja“)
- 1926 – Prestuplenie knjaschi Schirwanskoi (Преступление княжны Ширванской, „Das Verbrechen der Fürstin Schirwanskaja“)
- 1926 – Sawur-Mohyla (Савур-могила)
- 1927 – Dwunogie (Двуногие, „Zweibeiner“)
- 1928 – Lawina (Лавина, „Die Lawine“)
- 1929 – Samallu (Замаллу)
- 1929 – Solnze na poworote (Солнце на повороте, „Sonnenwende“)
- 1930 – Anusch (Ануш)
- 1937 – Dwa druga (Два друга, „Zwei Freunde“; Kurzfilm)
- 1941 – Forpost (Форпост, „Der Vorposten“; Kurzfilm)
- 1943 – Schena gwardeiza (Жена гвардейца, „Die Frau des Gardisten“; Kurzfilm)

## Auszeichnungen
- Ehrenzeichen der Sowjetunion (1. Februar 1939)[4]
- Orden des Roten Banners der Arbeit 14. April 1944;[5] 6. März 1950[6]
- Volkskünstler der Georgischen SSR (1949)

## Schriften
- I. N. Perestiani: 75 Lebensjahre mit der Kunst. Vorwort von G. Tschachirjan. Verlag Iskusstwo, Moskau (348 S., russisch: 75 лет жизни в искусстве. 1962.).
- I.Perestiani: Aus der Vergangenheit. In: Sowetski ekran. Nr. 24, 1957, S. 11 (russisch, yandex.com [abgerufen am 14. Juni 2023] russisch: Из прошлого … 1957.).